# Oquawka
Oquawka város az USA Illinois államában. Lakosainak száma 1134 fő (2020. április 1.).

## Népesség
A település népességének változása:

| 2010 | 1 371 |
| 2020 | 1 134 |